# Musée d'histoire des chemins de fer mongols
Le Musée d'histoire des chemins de fer mongols est situé Narny Zam, sous le pont de la Paix, dans le district de Sukhbaatar, à Oulan-Bator, capitale de la Mongolie. Il présente une collection  qui retrace l'histoire des locomotives du chemin de fer mongol sur une période de 65 ans.
Sont exposés les modèles suivants :
- Stream Loco Série P-36
- Stream Loco Série  Е
- Stream Loco Série  Су
- Série Diesel Loco ТEM-1. Modèle de locomotive à vapeur produit en Russie, entre 1958 et 1980
- Série Diesel Loco  ТЭ2-522
- Stream Loco Série  159. Modèle de locomotive à vapeur produit en Russie, et utilisé entre 1938 et 1958.

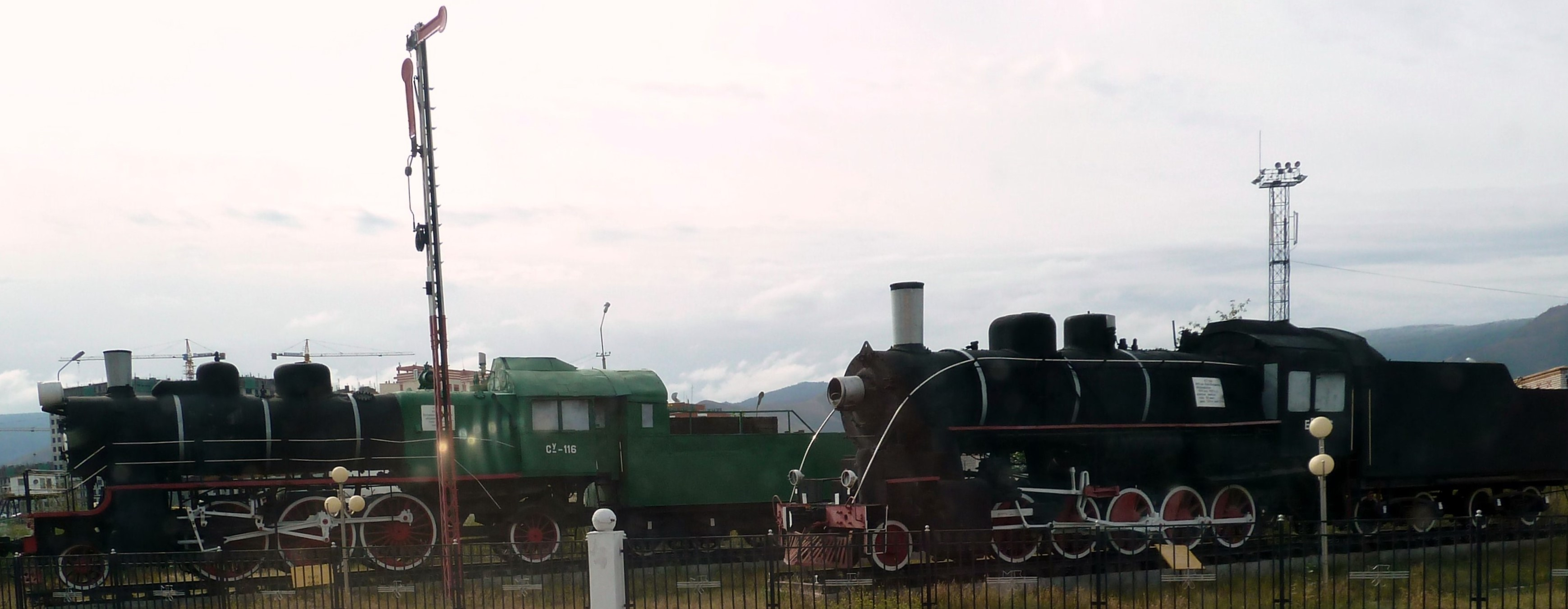
Locomotives d'Oulan Bator

## Stream Loco Série P-36
La classe des "Stream Loco Série P-36" en (russe : П36) est la série d'une production de 251 locomotives à vapeur construites en Union soviétique entre 1950 et 1956. Ces locomotives, surnommées « Général » en raison de la bande rouge sur leur flanc, avaient la même puissance que les locomotives de classe IS. La charge par essieu de 18 tonnes permettait leur utilisation sur la grande majorité des lignes de chemin de fer de Russie. Elle remplacèrent progressivement la classe de locomotive russe Su 2-6-2 et en augmentant quantitativement le nombre des voyageurs. Le P36 fut le dernier type de locomotive à vapeur principale construite en Russie, dans les ateliers Kolomna Works.

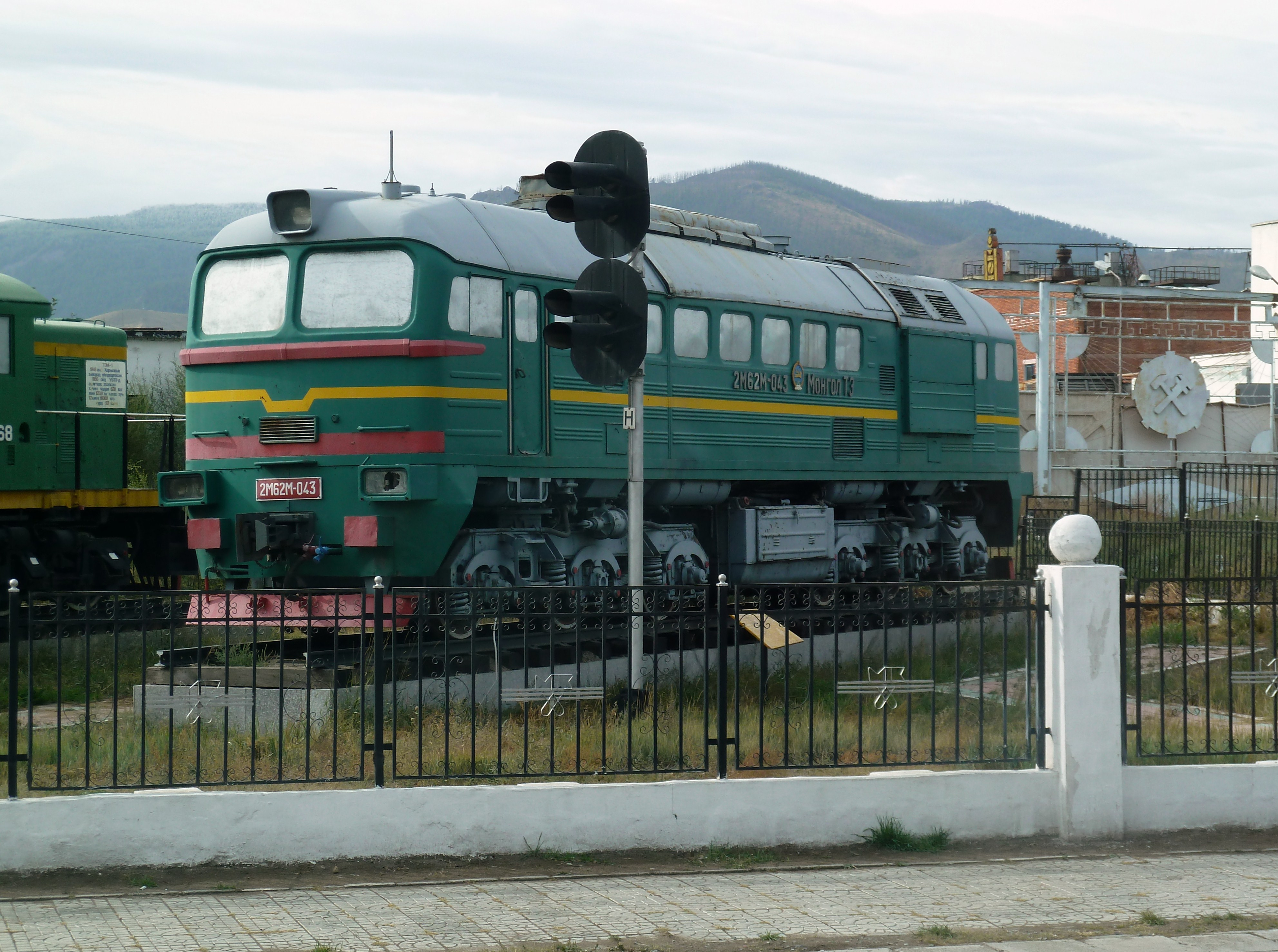
Série Су et 2M62 d'Oulan Bator

## Stream Loco Série Е
La classe des locomotives russes  Ye, et les sous-classes Yea, Yek, Yel, Yef, Yem, Yemv et Yes (russe: Паровоз Е; Еа, Ек, Ел, Еф, м, Емв et Ес) sont une série de type 2-10-0. Ces locomotives furent construites par les constructeurs américains pour les chemins de fer russes durant la Première Guerre mondiale et pendant la Seconde Guerre mondiale. Elles étaient équipées de moteurs légers, leurs essieux ne pouvant supporter que des charges relativement légères.
Lors de la révolution bolchevique en 1917, l'exportation  de 200 locomotives, vers la Russie, a été bloquée. Les locomotives, surnommées « décapodes russes », furent adaptées aux normes américaines, en les équipant de roues plus larges pour qu'elles puissent circuler sur les chemins de fer aux États-Unis. Certaines locomotives ont été acquises par les chemins de fer finlandais (classe Tr2) [1] et par le China Railway (classe DK2)

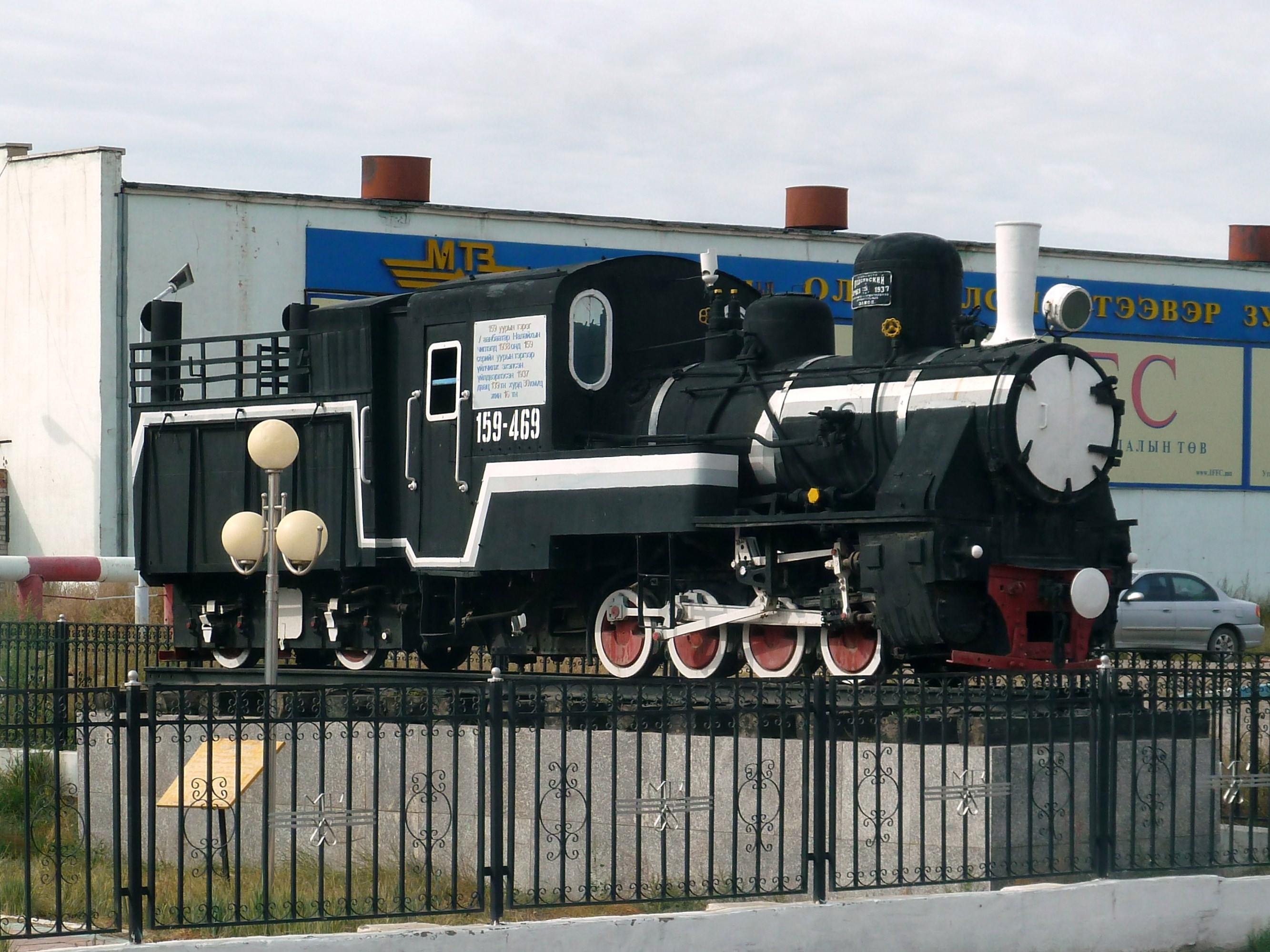
locomotive soviétique class 159 d'Oulan Bator

## Stream Loco Série Су
Dans le classement des machines, l'appellation "Whyte" désigne les locomotives à vapeur, 2-6-2 équipées de deux roues directrices, de six roues motrices accouplées, et de deux roues arrière. Cet arrangement est communément appelé Prairie.

## Locomotive soviétique IS
La classe de locomotive soviétique IS (russe: ИС) est un type soviétique de locomotives à vapeur du nom du nom de Joseph Staline (russe: Иосиф Сталин). La conception du contrat a été préparée en 1929 à V.V. Usine de locomotives Kuybyshev à Kolomna. Les locomotives de la série IS ont été fabriquées entre 1932 et 1942.